# Domokos István (koreográfus)
Domokos István (Korond, 1928. október 30. –) magyar koreográfus, táncmester.

## Életútja
Középiskolát Marosvásárhelyt végzett, a táncmesteri pályáját 1948-ban kezdte Kolozsvárt. 1954-től az Állami Magyar Opera, 1956-tól a marosvásárhelyi Dal- és Táncegyüttes koreográfusa.
Cikkei és táncleírásai 1959-től jelentek meg a Művelődésben és a Napsugárban. Román, magyar és szász táncjáték-kötetei részben népi táncgyűjtemények, részben táncfeldolgozások a mozgás leírásával, térrajzokkal és ábrákkal, Birtalan József, Andreas Brets, Fátyol Tibor, Henz József, Kozma Mátyás zenei anyagával, Orbán Irma kosztümterveivel.

## Főbb munkái a Maros megyei Népi Alkotások Háza kiadásában
- Felcsíki táncok (zenei munkatárs Szer Gábor, Marosvásárhely : Népi Alkotások Háza, 1964);
- Este a csorgónál (libánfalvi táncok, Mv. 1968; román nyelvű kiadás Marosvásárhely, 1969);
- Seara la izvor. Jocuri din Ibaneti; románra ford. Veronika Hinghian; Casa creaţiei populare, Tirgu-Mures, 1969
- Favágók (táncjáték, görgényvölgyi táncok, Marosvásárhely, 1970; román nyelvű kiadás is)
- Tăietorii de lemne. Jocuri din Valea Gurghiului. Ibăneti – Hodac; Casa Creatiei Populare, Targu-Mures, 1970
- Simó Donka balladája (táncjáték, Marosvásárhely, 1977).